# 小行星15710
小行星15710（15710 Böcklin）是一颗绕太阳运转的小行星，为主小行星带小行星。该小行星于1989年1月11日发现。

## 轨道参数
小行星15710的轨道半长轴为2.2424311 UA，离心率为0.188。